# Struggle (álbum)
Struggle es el segundo lanzamiento del grupo de nu metal y rap metal, Nonpoint. Fue lanzado a través del sello independiente ya desaparecido, Jugular Records. Varias de las canciones fueron posteriormente reutilizadas en el siguiente álbum de la banda, Statement. El álbum fue reeditado como Separate Yourself: The Beginning (1997-1998) pero ya no está disponible para su compra a través del sitio web de la banda.

## Lista de canciones
1. "Preface" – 1:35
2. "Mindtrip" – 3:48
3. "Hive" – 5:35
4. "Double Stacked" – 6:26
5. "Senses" – 3:51
6. "Years" – 3:55
7. "Victim" – 4:00
8. "No Say" – 4:00
9. "Struggle" – 4:43
10. "Two Tone" – 3:21
11. "The Piper" – 3:39
12. "Gimmick" – 4:00

## Personal
Miembros
- Elias Soriano - voz
- Robb Rivera - batería
- Dan - guitarra
- Dru - guitarra
- Ken "K. Bastard" MacMillan - bajo

Producción:
Grabado por Jeremy Staska, @ Studio 13
- Datos: Q7625271